# Maunsellovy pevnosti
Maunsellovy pevnosti (anglicky Maunsell Forts) je souhrnné označení pro skupinu věží, postavených během druhé světové války v moři poblíž jihovýchodního pobřeží Velké Británie za účelem obrany Spojeného království proti nacistickému Německu. Po válce byly vyřazeny ze služby a v současnosti postupně chátrají.

## Historie a současnost

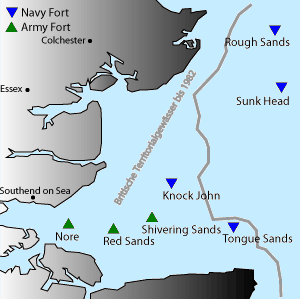
Poloha věží poblíž východního pobřeží Anglie (zeleně jsou vyznačeny tzv. „armádní pevnosti“, modře tzv. „námořní pevnosti“.)

Konstrukci věží navrhl britský inženýr Guy Maunsell. Vybudovány byly v roce 1942 na sedmi místech poblíž ústí řek Temže a Mersey, v jižní části Severního moře – na tzv. „námořních pevnostech“ operovalo Britské královské námořnictvo a sloužily k hlášení a odrážení německých náletů (sledujících Temži jako orientační bod) a pokusů o kladení námořních min, zatímco tzv. „armádní pevnosti“ sloužily k protiletecké obraně. Některé další pevnosti se nacházely v Irském moři. Během války bylo z pevností sestřeleno více než 20 nepřátelských letounů.
Koncem 50. let byly pevnosti vyřazeny z provozu a opuštěny. Posléze bylo odsud provozováno pirátské rozhlasové vysílání, na jedné z plošin (Rough Sands) vzniklo samozvané knížectví Sealand a skupinu pevností Red Sands vyhledávají příznivci urban exploringu; nicméně většina věží je dnes v havarijním stavu a hrozí jejich propadnutí do moře.

## Námořní pevnosti
Maunsellovy námořní pevnosti byly celkem čtyři:
- Rough Sands (U1)
- Sunk Head (U2)
- Tongue Sands (U3)
- Knock John (U4).

Stavba pevnosti se skládala z železobetonového pontonu, ze kterého vystupovaly dvě válcové věže rovněž ze zelezobetonu. Pontonové základny měly rozměry 51 a 27 metrů, výška dutých nosných věží byla 18 metrů, s průměrem 7,3 metru a tloušťkou zdí 9 centimetrů.
Prostor v každé veži byl rozdělen do sedmi podlaží. V prvním patře se nacházely generátory, další čtyři sloužily jako ubikace pro posádku a zbytek poskytoval skladovací prostory a nádrže se sladkou vodou. Nad oběma věžemi byla ocelová plošina, v jejímž středu se nacházela nástavba, která sloužila jako obytná místnost, ubikace důstojníků a kuchyně, nad ní byla kontrolní místnost s radarem. Na kažné straně plošiny se nacházelo palebné postavení pro protiletadlový kanón QF 3.75 a 40mm kanón Bofors. Na jedné straně pevnosti byla postavená ocelová konstrukce, spojující ponton s plošinou a nesoucí molo s jeřábem, který sloužil k zvedání zásob z lodí na palubu.